# Paul Hartmann (ämbetsman)
Paul Ernst Wilhelm Hartmann, född 12 oktober 1878 i Kongsbergs kommun, död 5 december 1974 i Oslo, var en norsk ämbetsman och politiker.
Hartmann avlade juristexamen 1901, blev rådman i Oslo 1922 och borgmästare 1928. Han blev 1939 finansrådman, och kallades 1941 från det ockuperade Norge till London, där han blev konsultativt statsråd i Johan Nygaardsvolds regering och 1942 finansminister. Vid regeringsombildningen 1945 återgick han till sin tjänst som finansrådman samt blev ordförande i vinmonopolets styrelse.